# Marcowefa
Marcowefa (en latín Marcoveifa) (fallecida en París en 567) fue una reina franca, esposa de Cariberto I.
Hija de un cardador de lana del palacio real, según Gregorio de Tours, se convirtió junto con su hermana Merofleda (y probablemente desde el 565) en la concubina del rey de París Cariberto (hijo de Clotario I y de Ingonda), lo que provocó un escándalo y por lo que se vio expulsada de la corte.
Tras repudiar a su esposa legítima, Cariberto se casa con ambas hermanas y es excomulgado por la Iglesia. Cariberto, tras separarse de ambas hermanas, toma como esposa a Teodechilda.
Marcowefa murió poco después (siempre según Gregorio de Tours), seguida por el propio Cariberto a finales del año 567.
Podría tratarse de la madre de la princesa merovingia Clotilde, que forma parte junto a su prima Basina, hija de Chilperico I, de la revuelta de las monjas de Poitiers.

## Fuente
- Settipani (Christian), La Préhistoire des Capétiens, 1993.